# Полянкер Григорій Ісакович
Григо́рій (Гершл) Іса́кович Поля́нкер (2 (15) лютого 1911, Умань — 22 жовтня 1997, Київ, Україна) — єврейський (їдиш) письменник, прозаїк.

## Біографія

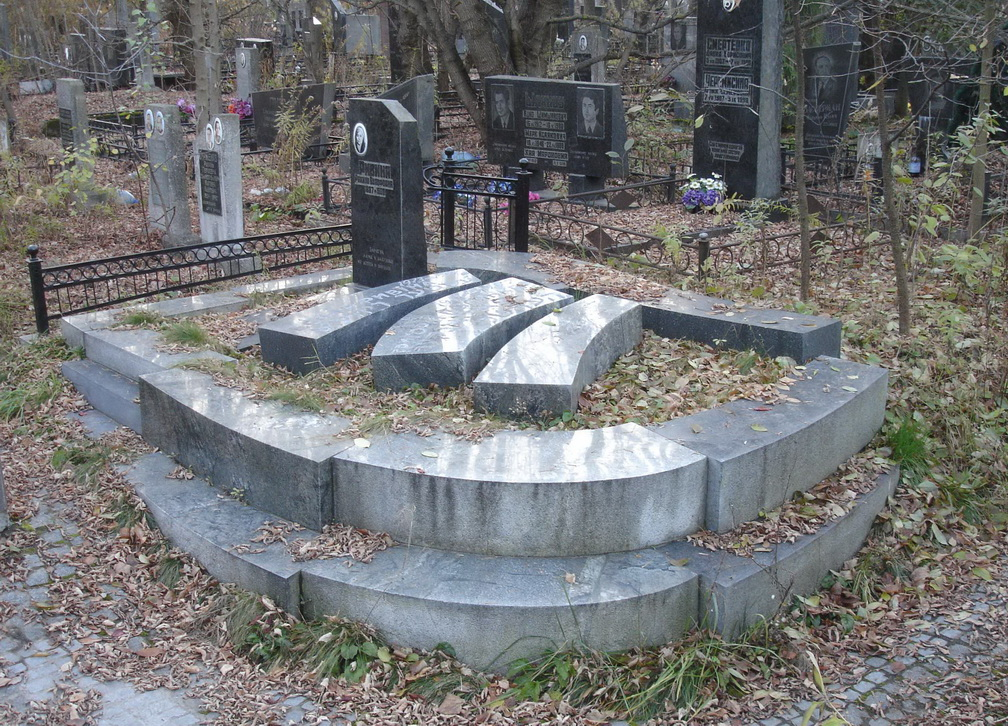
Поховання Г. Полянкера на Берковецькому кладовищі

Народився в сім'ї робітника. У 17-річному віці переїхав до Києва, де вчився у фабрично-заводському училищі, працював на взуттєвій фабриці, водночас друкував свої ранні літературні твори. Член Спілки письменників СРСР з 1934 року. Закінчив Київський педагогічний інститут (1935), після цього працював у редакціях, був редактором літературно-художнього журналу мовою їдиш «Совєтіше літератур».
22 червня 1941 року добровільно пішов у діючу армію боротися проти нацистської Німеччини. Воював на Південному, Центральному, Першому і Другому Білоруських фронтах. Нагороджений орденами Вітчизняної війни 2-го ст. (двома), орденом Червоної Зірки та медалями. Учасник Параду Перемоги у 1945 році.
У 1947–1948 роках був редактором альманаху «Дер Штерн» («Зірка»). Співпрацював з Єврейським антифашистським комітетом. Під час переслідувань в СРСР «безрідних космополітів» був у 1951 році заарештований та присуджений до 10 років виправно-трудових таборів. Випущений на волю у 1954 році, реабілітований у 1955-му.
У 1960–1990 роках — член редколегії московського журналу мовою їдиш «Совєтіш Геймланд» («Радянська Батьківщина»). Жив і працював у Києві, був мешканцем будинку «Роліт».
За часів «перебудови» був ініціатором створення в Києві Єврейського культурно-просвітницького товариства імені Шолом-Алейхема. Сприяв відродженню єврейських мовних і культурних традицій у незалежній Україні.
Помер у Києві, похований на Берковецькому кладовищі (в оформленні надгробку використано мотиви графіки єврейського шрифту).

## Твори
Григорій Полянкер писав як єврейською, так і російською мовою.
Основні видання:
- Полянкер Г. На березі. — К., 1934 (мовою їдиш).
- Полянкер Г. Друга зустріч. — К., 1937 (мовою їдиш).
- Полянкер Г. Гість у містечку. — К., 1938 (мовою їдиш).
- Полянкер Г. Дядя Яша. — К., 1940 (мовою їдиш).
- Полянкер Г. Шмая-розбійник. — К., 1940 (мовою їдиш).
- Полянкер Г. Помста. — Москва, 1943 (мовою їдиш).
- Полянкер Г. Золотая долина. — К., 1958. (рос.)
- Полянкер Г. Испытание верности. — К., 1961. (рос.)
- Полянкер Г. Весёлый пассажир: Рассказы и юморески. — К., 1962. (рос.)
- Полянкер Г. Секрет довголіття. — К., 1963 (мовою їдиш).
- Полянкер Г. Булочник з Коломиї. — К., 1967 (мовою їдиш).
- Полянкер Г. Встречи и разлуки: Рассказы и юморески. — К., 1970. (рос.)
- Полянкер Г. Учитель з Меджибожа. — К., 1982 (мовою їдиш).
- Полянкер Г. Произведения в 2-х томах (пер. с евр.). — К., 1986.
- Полянкер Г. Избранные произведения в 2-х томах (пер. с евр.). — К., 1991.

Уклав україномовний збірник нарисів «Про мужніх і сильних» (К., 1957).
Твори письменника неодноразово виходили українською мовою (зокрема, у перекладах Матвія Талалаєвського). Видавалися також грузинською, молдавською, польською, болгарською, французькою та іншими мовами.